# Roger Mas (illustratore)
Roger Mas, pseudonimo di Roger Masmonteil (Parigi, 17 maggio 1924 – Eaubonne, 28 agosto 2010), è stato un fumettista e illustratore francese.

## Biografia
Era un impiegato di banca, Roger Masmonteil quando pubblicò i suoi primi disegni durante la seconda guerra mondiale, nel 1942. Prese il posto, come fumettista, di José Cabrero Arnal in varie serie, poi quando quest'ultimo si ammalò, rilevò la striscia quotidiana Pif le chien sul L'Humanité .
Dal 1954 Roger Mas disegnò anche per la collana Pif le chien sul periodico Vaillant.
Dal 1955 al 1965 Roger Mas creo e animo le storie dell'orso chiamato Sputnik in Pif Mensuel e nel L'Humanité.
Nella serie Pif le chien , Roger Mas ha creato Pifou, figlio di Pif, ma "di madre sconosciuta" , che ottenne la sua serie. Pifou è rimasto famoso per aver espresso la sua approvazione o la sua gioia con l'espressione “glop! boh! » e la sua disapprovazione o la sua tristezza da «non glop! no boh! » .
Nel 1967, Roger Mas abbandonò Pif il cane a Vaillant per continuare Pifou e creò la serie Léo Bête à Part con Jean Sanitas in Pif Gadget .
Nel 1969 e nel 1970, Roger Mas fece una breve apparizione nel Le Journal de Tintin con la serie di fumetti chiamata Késako , sempre basata su scenografia di Jean Sanitas.
Dal 1987, Roger Mas illustro nuove storie della serie Pifou per una rivista mensile che porta il nome di questo personaggio.
Si ritiro all'inizio degli anni '90 nella città di Eaubonne, ma partecipo alla nuova pubblicazione di Pif Gadget nel 2004.
Morì il 28 agosto 2010, a Eaubonne.

## Lavori

### Opere Pubblicate
- Barbichette (disegno), con Jean-Claude (sceneggiatura), 1948
- Pif il cane (ripresa), 1948-1967
- Anatole , 1950
- Sputnik , 1955–1965
- Pifo , 1958-2007
- Késako (disegno), con Jean Sanitas (sceneggiatura), 1969-1970
- Léo Beast Apart , creato con Jean Sanitas, 1969-2006

### Pifou
- Storie inedite con Pifou , Edizioni Vaillant, 1965
- Pifo , coll. "I re della risata" n. 5  , edizioni Vaillant, 1968
- Pifo , coll. "The Kings of Laughter" n. 8  , edizioni Vaillant, 1969
- La lampada Baladin , edizioni Vaillant, 1978
- Glop, Glop, Gloper , coll. "Pif et ses amis", edizioni Vaillant, 1986
  - Ristampato dalle Edizioni Soleil nel 1995
- Storie di risate , coll. "Pif/La Farandole", 1987
  - Ristampato dalle Edizioni Soleil nel 1995

### Pifou et Léo
- Pifou - Léo et cie , edizioni Mozaïque, 1999
- [Collettiva], Il meglio di Pif , Vents d'Ouest, 2005
  - Consigli di Pifou e Léo

## Biografia
- Emmanuel Epailly, "Massiennes" Chronicles - 1: Pifou  [ archivio ] , sul sito Pif-Collection.com
- Emmanuel Epailly, Chronicles "Massiennes" - 2: Léo… bestia a pezzi…  [ archivio ] , sul sito Pif-Collection.com
- Hervé Cultru, Pifou  [ archivio ] , sul sito Pif-Collection.com
- Patrick Gaumer , Mas  , nel World Comics Dictionary , Parigi, Larousse ,2010, pag.  572-573.[2]
- Hervé Cultru, “Pifou de Roger Mas”, in Vaillant, 1942-1969 la storia vera di un giornale mitico , cap. 14: Pif e compagnia , Edizioni da collezione Vaillant, 2006.[3][4]
- Jean-Paul Tiberi, R. Mas[5], coll. "Discoveries", Editions du Taupinambour, 2018.
- Dominique Poiret, " Pas Glop ", Liberation ,1 settembre 2010[6].
- BD Gest[7]
- Roger Mas e Vaillant[8]
- Roger Mas e Tintin[8]